# Comix 2000
Comix 2000 ist ein 2047 Seiten umfassender Comicband, an dem sich 324 Autoren aus 29 Ländern beteiligt haben. Er wurde zur Jahrtausendwende ins 21. Jahrhundert beim Pariser Verlag L’Association veröffentlicht.
Die Idee, zum Jahr 2000 einen in Schwarzweiß gehaltenen Band mit 2000 Seiten Comics herauszubringen, kam Anne Baraou einige Jahre vor seiner Veröffentlichung. In der folgenden Zeit nahmen die Mitarbeiter von L’Association die Idee zunächst nicht ernst, weil sie ihnen unmöglich erschien, befassten sich dann allerdings ernsthaft mit ihr und beschlossen, sie zu realisieren.
Um Comix 2000 international lesbar zu machen, schlugen Lewis Trondheim und Jean-Yves Duhoo 1998 vor, dass alle enthaltenen Comics stumm, also ohne Text, sein sollten. Der Vorschlag wurde angenommen und als eine der Bedingungen an die Zeichner genannt. Die anderen Bedingungen waren ein Seitenumfang zwischen drei und 15 Seiten sowie das 20. Jahrhundert als Thema für die Geschichte. Anfang 1999 versandte der Verlag 1200 Briefe, um, teilweise noch unbekannte und nicht veröffentlichte, aber auch etablierte Comiczeichner für das Projekt zu gewinnen. Aus den bis September 1999 circa 7000 eingesandten Seiten wählten David B., Killoffer, Placid und Jean-Christophe Menu die geeignetsten aus. Im vierten Quartal 1999 wurde Comix 2000 schließlich veröffentlicht.
Die meisten beteiligten Comiczeichner stammen aus Frankreich oder Belgien. Neben Zeichnern aus Ländern mit einer großen Comictradition wie Japan und den Vereinigten Staaten nahmen auch Künstler aus Ländern, in denen es nur eine kleine Comicindustrie gibt, teil. Die Einleitung des Bandes, in der kurz die Entstehung geschildert wird, ist in zehn Sprachen abgedruckt. Den Namen „Comix“ wählte man in Anlehnung an die amerikanische Underground-Comix-Bewegung, um so klarzumachen, dass der Band sich avantgardistischen, unkonventionellen Bildergeschichten widme.
Der Band hatte eine große Wirkung. Der japanische Zeichner Little Fish hatte seine Karriere abgebrochen, beschloss aber nach dem Lesen von Comix 2000, das Comiczeichnen wieder aufzunehmen. Seine in der darauf folgenden Zeit entstandenen Werke waren allesamt stumm.

## Beteiligte Zeichner
| AJessica Abel, Filipe Abranches, Peggy Adam, Dario Adanti, Kalah Allen, Suzy Amakane, Ambre, Max Andersson, Andreas, Anne-Fred, Craig Au Yeung Ying Chai, Diego Aranega, Popay Ayguavives, François Ayroles BRafaele Bacchetta, Alex Baladi, Edmond Baudoin, Fred Belonie, Olle Berg, Nick Bertozzi, Frederique Bertrand, Brian Biggs, Clement Bikao, Christophe Blain, Matthieu Blanchin, Stéphane Blanquet, Blexbolex, Frédéric Boilet, Paz Boïra, Pakito Bolino, David Bolvin, Conrad Botes, Simon Bossé, Denis Bourdaud, Jean Bourguignon, Émile Bravo, Mat Brinkman, Lætitia Brochier, Matt Broersma, Emmanuel Brughera CMax Cachimba, Julio Caetano, Calpurnio, Captain Cavern, Jean-François Caritte, Rémy Cattelain, Géraldine Cavalli, Florence Cestac, Jean-Christophe Chauzy, Mariana Chiesa Mateos, Lee Chihoi, Laurent Cilluffo, Cizo, Claire, David Collier, Colonel Moutarde, Greg Cook, Marco Corona, Philippe Coudray DDavid B., Étienne Davodeau, Frédéric de Broutelles, Jan-Willem de Vries, Ludovic Debeurme, Jean-Philippe Delhomme, Guy Delisle, Jean-Claude Denis, Denis Deprez, Mike Diana, Martin tom Dieck, Joe Dog, Gaëtan Dorémus, Julie Doucet, Olivier Douzou, Boyan Drenec, Jean-Pierre Duffour, Jean-Yves Duhoo, Charles Dutertre, Sophie Dutertre EEdith, Mauro Entrialgo FYann Fastier, Faujour, Ester Ferrandiz, Feuchtenbergerowa, Alex Fito, Sylvie Fontaine, Vincent Fortemps, Émile Franc, Frankyravi, Fredox, Renee French, Ursula Fürst GG.G., Gérard Gaillard, Anne Gallet, Line Gamache, Sergio García, Alain Garrigue, Jochen Gerner, Dominique Goblet, Philippe Gerbaud, Golo, Grabowski, Julie Graux, Guillaume Guerse, Emmanuel Guibert, Aurélie Guillerey, Thierry Guitard, | HMatti Hagelberg, Kazuichi Hanawa, Tom Hart, Maaike Hartjes, Hendrik Hegray, Mark Hendriks, William Henne, Manolo Hidalgo, Hideshi Hino, Dylan Horrocks, Milan Hulsing IImius, Ivang JBenoît Jacques, Caroline Jaegy, Adam Jamieson, Jason, Brad Johnson, Joko, Louis Joos, Josépé, Olivier Josso, Denis Jourdin, Juanjo el Rápido KKafka, Kakouwo, Hyuna Kang, Megan Kelso, Hironori Kikuchi, Patrice Killoffer, Kamel Khalif, Chris Knox, James Kochalka, Kohell, Yoshihiro Koizumi, Mattt Konture, Kati Kovács, Erik Kriek, Krystine Kryttre LLa Sofrocogedec, Éric Lambé, Sergio Langer, Roger Landridge, Chris Lanier, Larcenet, Karel Lauwers, Lauzán, Yannick Lecoeur, Étienne Lécroart, Matthias Lehmann, Sandrine Lemoult, Léo, Håkan Lindgren, Linhart, Liniers, Lolmède, Jean-Christophe Long, Xavier Löwenthal, Lubie, Maximiliano Luchini, Gunnar Lundkvist MM. Culbuto, Nicolas Mahler, Markus, Pauline Martin, Gérard Marty, Marc-Antoine Mathieu, Mathis, Mats?!, Michaël Matthys, Massimo Mattioli, Pierre Maurel, Max, Mazan, Jean-Christophe Menu, Mezzo, Sasha Mihajlovich, Mika, Mimi, Harry Morgan, Morvandiau, Ricardo Mosner, Hideyasu Moto, Lillian Mousli, Mutis, Muzo NNash, Morgan Navarro, Neurone Pipéro, Carlos Nine, Nicoulaud, Hans Nissen, Noyau, Nuvish, Terhi Numminen OOkuda Robot, Olaf, Javier Olivares, Annmari Olsson, Thomas Ott, Pierre Ouin, | PP.Gui, Pajak, José Parrondo, Pascal, Frederik Peeters, Pepe Farruqo, Jean-Michel Perrin, Renaud Perrin, Ethan Persoff, Lorenz Peter, Phil, Marc Pichelin, Elenio Pico, Michel Pirus, Placid, Frédéric Poincelet, Carlos Portela, Pyon RPascal Rabaté, Ibn Al Rabin, Brian Ralph, Nadia Raviscioni, Jake Raynal, Ron Regé Jr., Rémi, Axel Renaux, Helge Reumann, Sandrine Revel, Stefano Ricci, Fabrice Rivière, Rocco, Jenni Rope, Stéphane Rosse, Marcel Ruijters SDavid Sandlin, Sanghon, Pablo Sapia, Mathieu Sapin, Lorenzo Sartori, Charlie Schlingo, Bart Schoofs, Géraldine Servais, Joann Sfar, Tamir Shefer, Natacha Sicaud, Allan Sieber, R. Sikoryak, Siris, Lars Sjunnesson, Anna Sommer, Stanislas, Ted Stearn, Michaël Sterckeman, Florence Sterpin, Richard Suicide, Caroline Sury TMathew Tait, Alfonso Tamayo, Tanitoc, Hervé Tanquerelle, TG, Tom Tirabosco, Tofépi, Antonella Toffolo, Esteban Tolj, Tomasz Tomaszewski, Touïs, Rick Trembles, Lewis Trondheim, Troub's, Katja Tukiainen, Typex UUlf K. VRodéric Valambois, Anne van der Linden, Stefan J. H. van Dinther, Peter Guido van Driel, Thierry van Hasselt, David Vandermeulen, Vincent Vanoli, Jean-Emmanuel Vermot-Desroches, Laurent Verron, Martin Veyron, Vladimir, Berend J. Vonk, Ben Vranken WChris Ware, Muddy Wehalla, Lorcan White, Wilhelm, Skip Williamson, Winshluss, Nikola Witko, Wostok YHok Tak Yeung, Yoan, Yülle ZZanzim Glouton, Danijel Zezelj, Fabio Zimbres, Zou, Aleksandar Zograf |